# Euryleptides brasiliensis
Euryleptides brasiliensis is een platworm (Platyhelminthes). De worm is tweeslachtig. De soort leeft in het zoute water.
Het geslacht Euryleptides, waarin de platworm wordt geplaatst, wordt tot de familie Euryleptididae gerekend. De wetenschappelijke naam van de soort werd voor het eerst geldig gepubliceerd in 1923 door Palombi.